# Paul Mahlmann
Pour les articles homonymes, voir Mahlmann.
Paul Mahlmann  (né le 10 décembre 1892 à Gispersleben, près d'Erfurt, dans le royaume de Prusse (aujourd'hui dans le land de Thuringe), mort le 19 mars 1963 à Munich, en Bavière) est un général allemand de la Seconde Guerre mondiale, écrivain militaire et journaliste. 

## Biographie
Il est le fils d'un pasteur protestant. Il suit sa scolarité au lycée d'Erfurt, avant d'entrer à l'école de cadets à Naumburg an der Saale, et plus tard dans la principale école de cadets prussiens, l'École principale prussienne des cadets de Gross-Lichterfelde, près de Berlin. Après son diplôme en 1913, il est promu au début de 1914 au grade de lieutenant et s'engage en tant que tel dans le 98e régiment d'infanterie puis participa à la Première Guerre mondiale, tant sur le front de l'Ouest que celui de l'Est. Après la guerre, il fut l'un des premiers membres du Freikorps de Georg Ludwig Rudolf Maercker avant son incorporation en 1921 dans l'armée. Durant l'entre-deux-guerres, il écrivit dans des revues d'histoire militaire et des articles dans la presse quotidienne et commerciale.
Au début de la Seconde Guerre mondiale, Mahlmann était le commandant d'un régiment sur le front de l'Ouest puis à partir de 1941 sur le front de l'Est. En 1943, il est réaffecté en France et nommé Generalleutnant, lieutenant-général, commandant la 353e division d'infanterie. En 1944, il combattra en Normandie sur la ligne de défense qu'il avait organisée dans le Cotentin. 
Prisonnier de guerre à la fin du conflit, il est libéré en 1947, ayant été jugé avoir eu un comportement correct lors de la guerre. De 1950 à 1952 il fut  chef d'un département allemand du service d'un laboratoire de l'armée américaine à Wurtzbourg puis plus tard, à Heidelberg.  À partir de 1952, Mahlmann fut journaliste pigiste pour plusieurs journaux, notamment pour le quotidien Süddeutsche Zeitung  et Der Tagesspiegel. Dans les procès d'anciens SS, il comparut comme témoin expert. 
De 1950 à 1955, Mahlmann fut membre du FDP, le Parti libéral-démocrate d'Allemagne de l'Ouest.
Il était marié depuis 1933 à Elisabeth Kaernbach, le couple n'eut pas d'enfant.